# Vladimíra Uhlířová
Vladimíra Uhlířová (České Budějovice, República Checa, 4 de mayo de 1978) es una tenista profesional de la República Checa. 
Uhlířová ha ganado 14 títulos de la ITF y 2 títulos de la WTA, todos ellos en categoría de dobles.
Ella anunció su retiro del tenis profesional en enero de 2016. Uhlířová ahora es comentarista para TennisTV en la WTA.

## Títulos (5; 0 + 5)

### Dobles (5)
| Leyenda: Antes de 2009 | Leyenda: A partir de 2009 |
| ---------------------- | ------------------------- |
| Grand Slam (0)         |                           |
| WTA Championships (0)  |                           |
| Tier I (0)             | Premier Mandatory (0)     |
| Tier II (1)            | Premier 5 (0)             |
| Tier III (0)           | Premier (0)               |
| Tier IV & V (1)        | International (3)         |

| N.º | Fecha                    | Torneos       | Superficie    | Pareja            | Oponentes                           | Resultado      |
| --- | ------------------------ | ------------- | ------------- | ----------------- | ----------------------------------- | -------------- |
| 1.  | 23 de abril de 2007      | Budapest      | Tierra batida | Ágnes Szávay      | Martina Müller Gabriela Navrátilová | 7–5, 6–2       |
| 2.  | 13 de abril de 2008      | Amelia Island | Tierra batida | Bethanie Mattek   | Victoria Azarenka Elena Vesnina     | 6-3, 6–1       |
| 3.  | 25 de julio de 2009      | Portoroz      | Dura          | Julia Görges      | Camille Pin Klára Zakopalová        | 6–4, 6–2       |
| 4.  | 24 de julio de 2010      | Portoroz      | Dura          | Maria Kondratieva | Anna Chakvetadze Marina Erakovic    | 6–4, 2–6, 10–7 |
| 5.  | 25 de septiembre de 2011 | Seúl          | Dura          | Natalie Grandin   | Vera Dushevina Galina Voskoboeva    | 7–6(5), 6–4    |

### Finalista (13)
| N.º | Fecha                    | Torneos     | Superficie    | Pareja               | Oponentes                                 | Resultado           |
| --- | ------------------------ | ----------- | ------------- | -------------------- | ----------------------------------------- | ------------------- |
| 1.  | 5 de febrero de 2007     | París       | Carpet (i)    | Gabriela Navrátilová | Cara Black Liezel Huber                   | 2–6, 0–6            |
| 2.  | 3 de marzo de 2007       | Catar       | Dura          | Ágnes Szávay         | Martina Hingis Maria Kirilenko            | 1–6, 1–6            |
| 3.  | 23 de julio de 2007      | Bad Gastein | Dura          | Ágnes Szávay         | Lucie Hradecká Renata Voráčová            | 3–6, 5–7            |
| 4.  | 10 de febrero de 2008    | París       | Dura          | Eva Hrdinová         | Alona Bondarenko Kateryna Bondarenko      | 1–6, 4–6            |
| 5.  | 27 de julio de 2008      | Los Ángeles | Dura          | Eva Hrdinová         | Chan Yung-jan Chuang Chia-jung            | 6–2, 5–7, [4–10]    |
| 6.  | 25 de octubre de 2009    | Luxemburgo  | Dura          | Renata Voráčová      | Iveta Benešová Barbora Záhlavová-Strýcová | 6–1, 0–6, [7–10]    |
| 7.  | 31 de julio de 2010      | Estambul    | Dura          | Maria Kondratieva    | Eleni Daniilidou Jasmin Wöhr              | 4–6, 6–1, [9–11]    |
| 8.  | 26 de septiembre de 2010 | Seúl        | Dura          | Natalie Grandin      | Julia Görges Polona Hercog                | 3–6, 4–6            |
| 9.  | 25 de abril de 2011      | Barcelona   | Tierra batida | Natalie Grandin      | Iveta Benešová Barbora Záhlavová-Strýcová | 7–5, 4–6, [2–10]    |
| 10. | 21 de mayo de 2011       | Estrasburgo | Tierra batida | Natalie Grandin      | Akgul Amanmuradova Chuang Chia-jung       | 7–5, 4–6, [9–11]    |
| 11. | 10 de julio de 2011      | Budapest    | Tierra batida | Natalie Grandin      | Anabel Medina Garrigues Alicja Rosolska   | 2–6, 2–6            |
| 12. | 21 de agosto de 2011     | Cincinnati  | Dura          | Natalie Grandin      | Vania King Yaroslava Shvedova             | 4–6, 6–3, [9–11]    |
| 13. | 26 de mayo de 2012       | Estrasburgo | Tierra batida | Natalie Grandin      | Olga Govortsova Klaudia Jans-Ignacik      | 7–6(4), 3–6, [3–10] |

## Títulos ITF

### Dobles (14)
| N.º | Fecha                   | Torneos                           | Superficie    | Pareja          | Oponentes                                | Resultado     |
| --- | ----------------------- | --------------------------------- | ------------- | --------------- | ---------------------------------------- | ------------- |
| 1.  | 6 de enero de 2003      | Tallahassee, Estados Unidos       | Dura          | Petra Rampre    | Arpi Kojian Antonia Matic                | 6–2, 7–6      |
| 2.  | 17 de marzo de 2003     | El Cairo, Egipto                  | Tierra batida | Daniela Bercek  | Borka Majstorović Frederica Piedade      | W/o           |
| 3.  | 7 de abril de 2003      | Antalya, Turquía                  | Dura          | Zuzana Cerna    | Daniela Klemenschits Sandra Klemenschits | 6–3, 6–2      |
| 4.  | 9 de febrero de 2004    | Albufeira, Portugal               | Dura          | Zuzana Cerna    | Kildine Chevalier Frederica Piedade      | 6–7, 6–4, 7–5 |
| 5.  | 29 de marzo de 2004     | Patras, Grecia                    | Dura          | Martina Müller  | Chantal Coombs Emily Webley-Smith        | 7–6, 6–3      |
| 6.  | 31 de mayo de 2004      | Galatina, Italia                  | Tierra batida | Giulia Casoni   | Nadejda Ostrovskaya Kathrin Wörle        | 6–4, 6–0      |
| 7.  | 15 de noviembre de 2004 | Tucson, Estados Unidos            | Dura          | Līga Dekmeijere | Krystina Marcio Jessica Nguyen           | 6–4, 6–4      |
| 8.  | 11 de enero de 2005     | Tampa, Estados Unidos             | Dura          | Julie Ditty     | Cory-Ann Avants Kristen Schlukebir       | 6–1, 6–2      |
| 9.  | 17 de enero de 2005     | Miami, Estados Unidos             | Dura          | Julie Ditty     | Melanie Marois Sarah Riske               | 6–3, 2–6, 7–6 |
| 10. | 1 de febrero de 2005    | Rockford, Estados Unidos          | Dura          | Julie Ditty     | Joana Cortez Svetlana Krivencheva        | 3–6, 7–5, 7–5 |
| 11. | 6 de junio de 2005      | Zagreb, Croacia                   | Tierra batida | Lucie Hradecká  | Daniela Klemenschits Sandra Klemenschits | 6–2, 6–2      |
| 12. | 5 de septiembre de 2005 | Denain, Francia                   | Tierra batida | Lucie Hradecká  | Zsófia Gubacsi Mariya Koryttseva         | 6–0, 7–5      |
| 13. | 1 de febrero de 2006    | Ortisei, Italia                   | Moqueta       | Lucie Hradecká  | Tatiana Poutchek Anastasiya Yakimova     | 6–4, 6–2      |
| 14. | 17 de enero de 2006     | Fort Walton Beach, Estados Unidos | Dura          | Maureen Drake   | Zuzana Kucova Chanelle Scheepers         | 2–6, 6–4, 7–5 |